# 몬젠정
몬젠정(門前町)은 이시카와현 호스군에 놓여졌던 정이며 노토 반도 서부에 위치했었다, 
2006년 2월 1일에 인접한 와지마시와 신설 합병. 합병에 따라 몬젠정의 정역은 '와지마시 몬젠정'이 되었다.

## 역사
- 1889년 4월 1일 - 정촌제 시행과 함께 구시히촌이 성립하였다.
- 1930년 1월 1일 - 구시히촌이 문젠정으로 개칭해 승격하였다.
- 1956년 9월 30일 - 쓰루기지촌을 편입하였다.
- 1954년 3월 31일 - 후게시군 (구) 문젠정, 혼고촌, 시쓰라촌, 우라카미촌, 모로오카촌, 구로시마촌 1정 5촌이 신설 합병과 정으로 승격해 새로운 문젠정이 탄생하였다.
- 2006년 1월 15일 - 후케시군이 호스군으로 변경되어 호스군 문젠정이 되었다.
- 2006년 2월 1일 - 와지미시와 합병하였다.
- 2007년 3월 25일 - 노토반도 지진이 발생해 진도6강을 관측해 가장 큰 피해를 입었다.
- 2024년 1월 1일 - 노토반도 지진이 발생해 진도7을 관측해 가장 큰 피해를 입었다.

## 교통

### 도로
- 국도 249호선